# Stizoides
Stizoides Guerin-Meneville, 1844 — род песочных ос из подсемейства Bembicinae (триба Bembicini). 30 видов.

## Распространение
В Европе около 3 видов. Для СССР указывалось около 6 видов.

## Описание
Среднего и крупного размера осы (12—22 мм). Паразиты в гнёздах ос Stizus и Sphex.

## Систематика
Около 30 рецентных видов.
Род Stizoides Guérin-Méneville, 1844 был описан как подрод в составе рода Stizus с типовым видом Larra fasciata Fabricius, 1798, оказавшимся младшим вторичным гомонимом таксона Stizus fasciatus (Fabricius, 1798) [= Sphex assimilis Fabricius, 1787] Относится к трибе Bembicini.
- Stizoides assimilis (Fabricius, 1787) typus (=Sphex assimilis Fabricius, 1787; =Stizus fasciatus (Fabricius, 1798) — от Северной Африки до Средней Азии.

### Виды Европы
- Stizoides crassicornis (Fabricius, 1787)
- Stizoides melanopterus (Dahlbom, 1845)
- Stizoides tridentatus (Fabricius, 1775)
- Другие виды